# Розенберг, Николай Константинович
Никола́й Константи́нович Розенбе́рг (1 [14] декабря 1876, М. Крутые, Подольская губерния — 29 ноября 1933, Ленинград) — клиницист, учёный, педагог, доктор медицины, профессор, бригадный врач.

## Биография
После окончания Ришельевской гимназии в Одессе поступил в Императорскую Военно-медицинскую академию в Санкт-Петербурге.
В 1899 году получил диплом лекаря с «отличием» и был оставлен при кафедре глазных болезней академии для усовершенствования и написания докторской диссертации. В эти же годы работал и совершенствовался на кафедре заразных болезней с курсом бактериологии под руководством профессора Н. Я. Чистовича.
Защитил докторскую диссертацию на тему: «Экспериментальные материалы к учению об отравных воспалениях зрительного нерва и сетчатки» (1901). 
С 1903 года служил ординатором лазарета в Тирасполе, старшим врачом Ставучанского полка в Ардагане. Принимал участие в русско-японской войне(1905). В 1910 году командирован на Кавказ в составе противочумного отряда.
С 1912 года — старший ассистент клиники и кафедры заразных болезней с курсом бактериологии Военно-медицинской академии. Участник Первой мировой войны.
В 1915—1916 годах был командирован на Западный и Кавказский фронты, в Бухару и в Персию для борьбы с эпидемиями сыпного тифа, холеры, брюшного тифа, малярии, эпидемического менингита.
С 1920 года назначен главным врачом клинического госпиталя им. Виллие и приват-доцентом по кафедре заразных болезней.
В 1921 году, будучи избранным профессором кафедры, организовал кафедру инфекционных болезней в ГИМЗ, в 1924 году — кафедру инфекционных болезней в ГИДУВе. 
С 1923 по 1928 год — проректор ГИМЗ по учебной части.
С 1924 года профессор и заведующий кафедрой инфекционных болезней в ВМА. 
По праву считается родоначальником патогенетического направления в изучении инфекционных болезней (Первая в России кафедра инфекционных болезней. От истоков к современности, к 115-летию кафедры инфекционных болезней ВМА. К. В. Жданов с соавторами. Журнал инфектологии, том 3, № 4, 2011). Им были выполнены работы, посвященные патогенезу дизентерии, рожи, столбняка, дифтерии сепсиса, вопросам инфекционной иммунологии.
Совместно с профессором Юревичем В. А. стал автором экстрокорпорального очищения крови. В основе классификации инфекционных болезней он рассматривал патогенез. Под его руководством кафедра заняла ведущее место в стране. В 1925—1927 годах опубликовал «Курс острых инфекционных болезней», в основе которого лежали его собственные лекции.
В 1933 году написал учебник «Инфекционные болезни с основами эпидемиологии», который выдержал 5 изданий.
Опыт эпидемии сыпного тифа 1917—1920 годов, наблюдения огромного числа сыпнотифозных больных послужили ему основой для описания клиники этой болезни, её ранней диагностики (энантема Розенберга, классификация пневмоний при сыпном тифе, методы терапии).
Предложил лечение больных внутривенным введением гипертонических растворов с усовершенствованной рецептурой.
Был не только организатором здравоохранения, но и прекрасным педагогом, реформатором высшей школы медицинского образования.
Основные труды:
- Розенберг Н. К. Инфекционные болезни с основами эпидемиологии / При участии проф. С. В. Висковского. — Изд. 2-е (посмертное). — Л.-М.: ОГИЗ-Биомедгиз. Ленингр. отд-ние, 1935. — 624, [2] с. — 15 200 экз. (в пер.)
- Экспериментальные материалы к учению об отравных воспалениях зрительного нерва и сетчатки, дисс., Спб., 1901
- Клиника сыпного тифа, Врач, дело, № 12-20, ст. 520, 1920
- К этиологии раневого столбняка, Труды 8-го Всерос. съезда бак-териол., эпид. и сан. врачей, с. 629, JI., 1925
- Клиника гриппа, Врач, газ., № 8, ст. 575, № 9, ст. 663, 1931
- Морфология и динамика сепсисов, Сов. врач, газ., № 1-2, ст. 5, 1933
- Инфекционные болезни с основами эпидемиологии* М.— Л., 1934 (при участии Висковского С. В.)